# 袁彌明
袁彌明（英語：Erica Yuen Mi-ming；1980年9月28日—）是袁彌明生活百貨（彌明生活百貨前身）之創辦人，曾參與電影及電視幕前演出。曾經擔任香港政黨人民力量主席、人民力量執委會委員、電訊盈科見習經理、時事評論員、節目主持、作家、藝員、模特等，其兄為前新民黨政策總裁袁彌昌，嫂子為新民黨常務副主席容海恩。
在2005年參加香港小姐競選，參選期間被視為三甲大熱門，於準決賽前獲得「旅遊大使獎」，並於決賽晉身五強但大熱倒灶三甲不入。2007年離開無綫電視，其後為報社和雜誌社寫專欄和錄YouTube短片教美容，迅速創立護膚品和健康食品專門店「袁彌明生活百貨」。2010年因不滿民主黨支持政改方案而成立政治組織選民力量並成為人民力量執行委員。2012年與陳志全（慢必）合組名單代表人民力量參選立法會（新界東）地區直選，獲得38,042票，令拍檔陳志全成功當選。
2016年9月10日，袁彌明宣佈退任人民力量主席，原因過去在社區解釋議會拉布，以及推動全民退保的工作做得不理想。
2018年，於網上撰寫文章直言女人追求虛榮是一場災難。並表示她們容易被表面風光支配自我價值，亦不時分享個人護膚心得。
2021年她隨擁有加籍的丈夫林雨陽移居加拿大卑詩省。

## 簡歷
袁彌明祖籍浙江寧波鄞縣，為宋朝望族西門袁氏直系第二十六世後人，祖父是袁勃、父親是袁弓夷，早年於根德園幼稚園、香港赤柱聖士提反書院附屬小學（1992年畢業）以及聖士提反書院畢業（1997年中五），之後到美國麻薩諸塞州Northfield Mount Hermon School就讀預科（1999年畢業），並入讀美國波士頓塔夫茨大學（Tufts University）經濟系，於2003年畢業。
袁彌明在學時曾兼任專業模特兒，1997年她以青少年演員身份參與電影《初戀無限Touch》的演出，飾演陳曉東的妹妹、許冠英的女兒，是個有同性戀傾向的女中學生。1998年，她參演《PR Girls青春援助交際》。
2005年，由前歌手好友陳苑淇（前稱陳逸璇，美國波士頓塔夫茨大學（Tufts University）經濟學同學）提名參選香港小姐選舉，並進入最後五強，最終獲得「旅遊大使獎」。
2007年離開TVB後，在《蘋果日報》和《忽然一周》撰寫專欄。其後又自拍化妝美容短片上網，大收宣傳之效，於是在2009年8月創立護膚品和健康食品專門店「袁彌明生活百貨」。
2008年6月，推出親自執筆的第一本著作《反．串》。同時，夥拍蕭定一及愛明於MyRadio主持娛樂新聞評論節目《大娛樂家》，亦曾經主持MyRadio另一個女性節目《Lady First》，並且在亞洲電視客席主持節目《生活著數台》。另外她及她的兄長袁彌昌亦有時以時事評論員身份擔任香港電台時事評論節目《左右紅藍綠》針砭時弊。
2010年9月起，為香港人網主持時事評論節目《網想最大黨》。同時，她與陳志全（慢必）、林雨陽、劉嘉鴻（劉嗡）、歐陽英傑（星屑醫生）組織非政黨社運組織——選民力量，準備在2011年區議會選舉中狙擊民主黨。但她在提名期前因私人理由棄選。
2012年5月，袁彌明在香港人網宣佈放棄美國國籍以便參選立法會。7月15日在「人民力量陳志全袁彌明見證大會」上宣布和陳志全(慢必)合組名單參選2012年香港立法會選舉的新界東地區直選。該參選宣言一星期有接近十萬收看。該名單於在同選舉中取得一席，成功把名單首位的陳志全送入立法會。
2013年7月17日，袁彌明當選人民力量主席，接替劉嘉鴻。
2020年9月，袁彌明表態支持因煽動文字罪而被捕的快必譚得志，表示這次拘捕的罪名是莫須有。
袁彌明已婚，丈夫為選民力量創黨主席、謎米香港前行政總裁林雨陽。

### YouTube
袁彌明也會製作YouTube短片教人化妝，而在2012年香港立法會選舉前，也製作了數集「政治BB班（页面存档备份，存于）」影片，簡單介紹香港政治狀況。第一集一星期亦有接近十萬收看 

### 與TVB關係
2007年10月，袁彌明公開被無綫電視（TVB）解約。她曾接受了電台訪問透露被香港電視廣播有限公司製作資源部總監樂易玲強迫簽約，因拒絕簽約而與TVB關係變得惡劣，有指合約內容苛刻，內容是簽一份3年合約，每年騷錢只加100元，沒有底薪，TVB更是她的全球獨家經理人。她本想拿合約返家與家人商量，豈料有人跟她說「這份合約不能影印，不能拿出房門口」等字句，她自覺猶如被威嚇，所以她不要這種經理人。後來與家人商量後拒絕簽約，發生很多不愉快事件。高層樂易玲表示並沒有想跟袁彌明解除合約，一直有給她安排工作和試鏡，對於因為袁彌明得罪陳志雲而遭雪藏，樂易玲指「樂易玲昨日在電話中回應：「我哋有勸佢寫嘢要顧吓人哋嘅感受，大家係同事，未來好多合作機會。佢調出《娛樂直播》係因為製作部有換人嘅自由，如果佢以為自己做咗啲嘢令公司唔開心，係佢諗多咗。」由於TVB指與袁彌明的合約到2009才屆滿，袁向無綫發出律師信問題才獲解決。2020年，袁彌明與田蕊妮一同接受網絡電視訪問重提被強逼簽約的經過，但田蕊妮直言沒有遇過這樣的情況。
袁彌明經常在公開場合頂撞無綫，例如在2012年5月，政府正準備發出3個新的免費電視牌照，惟在該時候無綫曾建議政府重新審視發牌的必要性，並質疑香港廣告市場是否足夠容納3家新的免費電視台。5月27日，袁與慢必公開在旺角街頭高舉紙牌，促請政府盡快發牌，讓市民享有更多免費電視頻道節目。2人公開力斥無綫獨攬市場，迫市民看TVB製作的「垃圾劇」，指劇集質素差。袁彌明與無綫鬧翻多年，因此一直被無綫列入黑名單，不過在2017年她接受了無綫財經台專訪，談論網上營商之道。
2013年，袁彌明批評無綫在6時半新聞抽起「陳凱琳握17萬選票撐普選促特首聽民意」的訪問是自我審查。

### 社會責任
袁彌明披露，當年參選港姐時，無綫多番提醒她們不講政治，以免惹起爭議。但她強調港姐不是花瓶，應該肩負社會責任，亦希望港姐要充份利用這個機會做些有益的事情。「港姐要履行的社會責任是很大的，不是只是說一個漂漂亮亮的女子做了冠軍，然後去拍戲，但對社會的貢獻是不夠。她選出來都有很多傳媒關注，我想她的言論會影響很多人，我想不要浪費這個機會了。」

### 參選立法會
2012年5月，袁彌明在香港人網宣佈放棄美國國籍。7月15日在「人民力量陳志全袁彌明見證大會」上和陳志全（慢必）宣布參選2012年立法會選舉。在立法會選舉前，袁彌明製作了幾集「政治BB班」影片，簡單介紹香港政治狀況。第一集一星期亦有接近十萬收看。

### 區議會補選

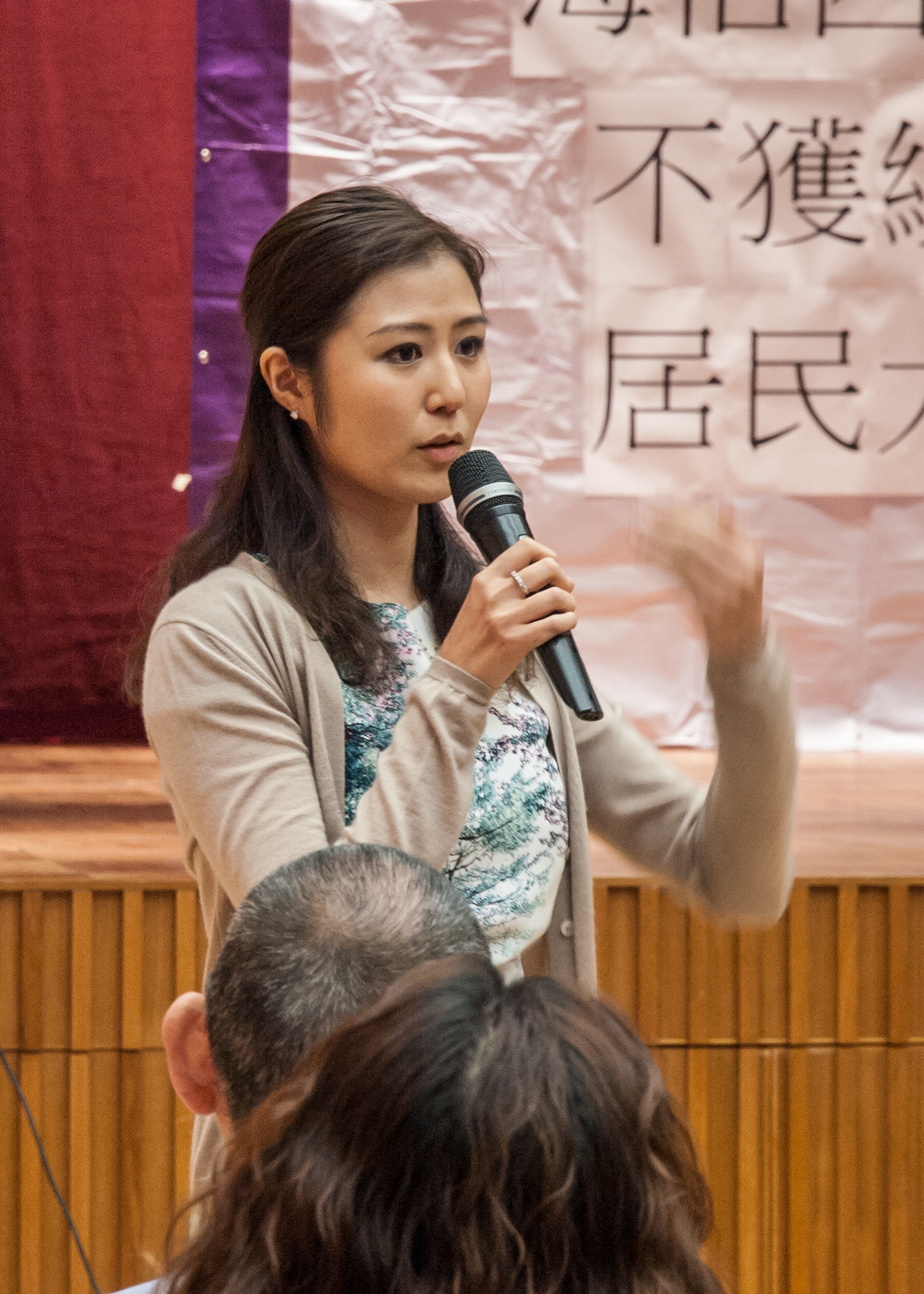
袁彌明2014年在海怡半島社區會堂演說

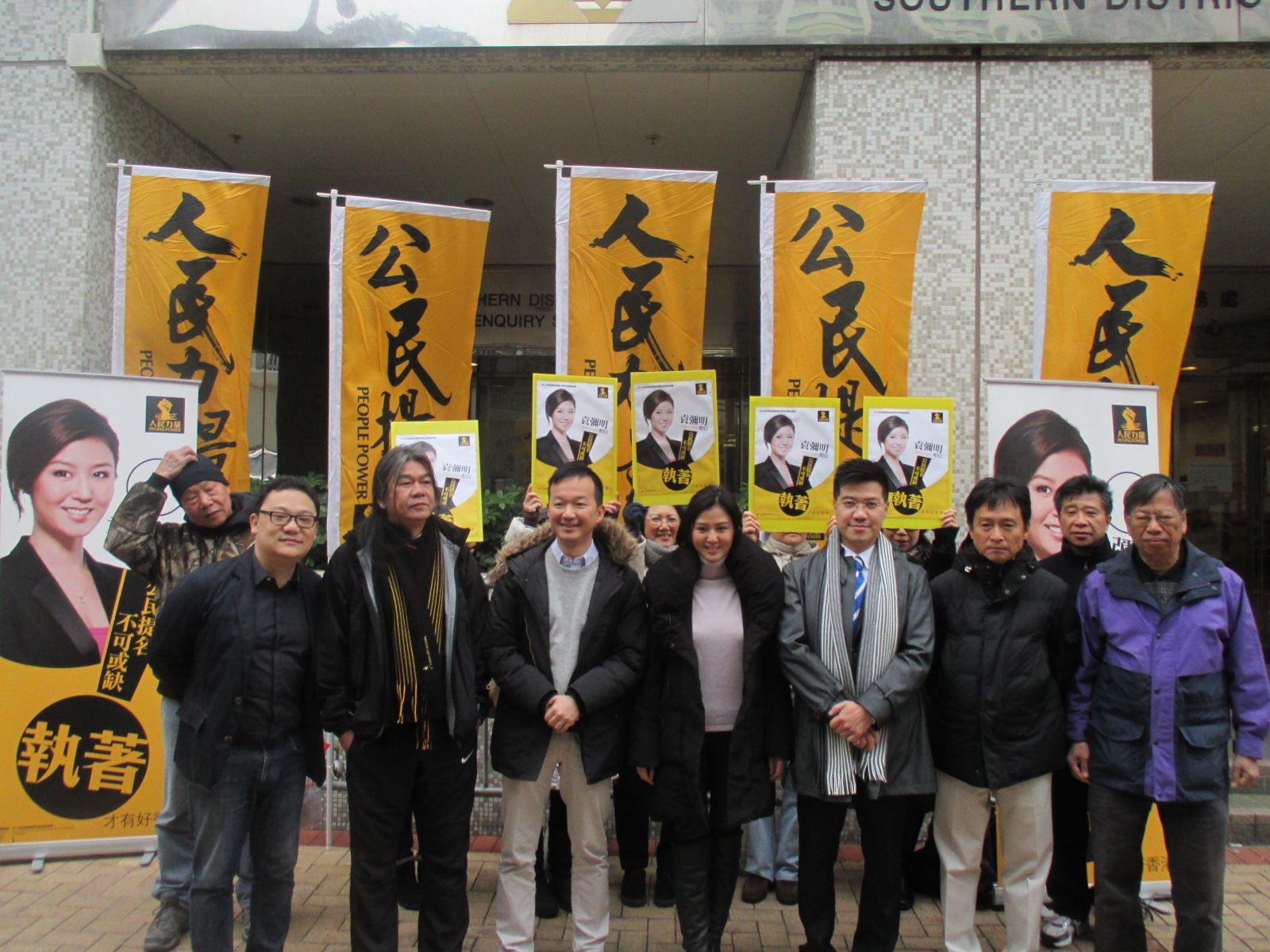
人民力量等成員支持袁彌明參選海怡西選區

馮煒光加入香港政府當新聞統籌專員後，他留下的南區海怡西議會席位，在2014年3月下旬進行補選，身為人民力量主席的袁彌明參與競逐。結果由建制派新民黨的新丁陳家珮勝出。而民主黨的單仲偕得票最少，敗了給袁彌明，承認慘敗。袁彌明得悉結果後，興奮得跳起來，喜極而泣。原因並不是她當選，而是她空降該區，已得到一千多票、得票率 26%。有學者分析，民主黨這次補選中慘敗，是因對手袁彌明知名度高又勤力，單仲偕在整個選舉工程不投入，民主黨政黨效應老化以及有太多負面新聞纏身。人民力量高調宣佈，雖然敗選，卻證明了「公民提名」勝利了，「進步民主派大獲全勝，公民提名今次係贏咗」。

## 感情生活
2010年3月，袁彌明和男友聯名在灣仔買樓，並透露男友未夠30歲。
2011年3月，袁彌明和圈外從事金融界的男友拍拖三年後，因性格不合分手。
2014年12月27日與拍拖一年多，曾任職「謎網」行政總裁，公民黨創黨成員的男友林雨陽舉行婚禮。

## 參演劇集
| 首播   | 劇名                            | 角色                           | 備註                                   |
| 2006年 | 滙通天下                        | 安娜．屠波夫 (俄國公使之繼女)  | 與陳豪、馬浚偉、郭羨妮、楊怡合演       |
| 2006年 | 肥田囍事                        | Candy                          | 與許志安、胡杏兒、胡諾言、李詩韻合演   |
| 2007年 | 同事三分親                      | Karen（第77集）                | 與蔡淇俊、王祖藍、陳自瑤、歐錦棠合演   |
| 2007年 | 通天幹探                        | 戴美芬 (大長芬) (鍾國邦之下屬) | 與元彪、陳豪、黎姿、蒙嘉慧、邵美琪合演 |
| 2010年 | 沒有牆的世界 第5集 說不出的願望 | 紹琴                           | 與丁羽、康 華、阮德鏘、林偉合演        |
| 2010年 | 一屋住家人                      | Jessie                         | 與周俊偉合演                           |

## 參演電影
| 年份   | 電影名         | 角色       | 備註 |
| 1997年 | 算死草         | 妹仔       |      |
| 1997年 | 愛你愛到殺死你 | 歌迷       |      |
| 1997年 | 初戀無限Touch  | 陳曉東之妹 |      |
| 2002年 | 男歌女唱       |            |      |

## 主持電視節目
| 年份           | 節目名稱   | 電視台         | 備註               |
| 2006年         | 娛樂直播   | 無綫電視       |                    |
| 2008年         | 左右紅藍綠 | 香港電台       |                    |
| 2008年         | 生活着數台 | 亞洲電視       |                    |
| 2008年至2009年 | 星期日大班 | now香港台      |                    |
| 2009年         | 怒人甲乙丙 | 有線娛樂台     |                    |
| 2009年         | 城市論壇   | 香港電台       |                    |
| 2010年         | 精算俏佳人 | 有線娛樂台     |                    |
| 2012年至2013年 | 周日不講理 | 有線財經資訊台 | 與多位名人輪流主持 |
| 2013年至今     | 魔鏡我最靚 | 有線奇妙台     |                    |

## 參與電視節目
| 年份   | 節目名稱   | 電視台     | 備註                                                                                             |
| 2013年 | 賺大錢     | 有線奇妙台 | 嘉賓                                                                                             |
| 2013年 | 一念之間2  | 香港電台   | 於第九集飾演Winnie                                                                               |
| 2018年 | 火速救兵IV | 香港電台   | 於第三集飾演陸紫明                                                                               |
| 2020年 | 鏗鏘集     | 香港電台   | 《袁氏這一家》與家人接受訪問，表達政見「和而不同，求同存異」信念，但袁爸爸沒與媳婦容海恩同場受訪 |

## 主持電台節目
| 年份   | 節目名稱   | 電台     | 備註                  |
| 2008年 | 大娛樂家   | MyRadio  | 於2010年6月已暫停主持 |
| 2010年 | 網想最大黨 | 香港人網 |                       |

## 個人著作
- 《反．串》，袁彌明著／天地圖書有限公司，2008年6月初版 ISBN 978-988-211-924-6。
- 《袁彌明28日魔幻煥膚全體驗》，ISBN 978-988-192-185-7。

## 外部連結
- 袁彌明的Facebook專頁
- 袁彌明的Instagram帳戶
- 袁彌明在香港影庫上的簡介

| 政黨職務                         | 政黨職務                                 | 政黨職務                         |
| -------------------------------- | ---------------------------------------- | -------------------------------- |
| 前任： 正任：劉嘉鴻 署理：甄燊港 | 人民力量主席 2013年7月17日—2016年9月10日 | 繼任： 署理：陳志全 正任：陳志全 |